# Wings of the Navy
Wings of the Navy (bra: Asas da Esquadra) é um filme estadunidense de 1939, do gênero drama, dirigido por Lloyd Bacon, e estrelado por George Brent, Olivia de Havilland e John Payne. Como muitas das produções da Warner Bros. que antecederam a Segunda Guerra Mundial, o filme pretendia servir de propaganda para os militares e combatentes, e recebeu forte apoio da Marinha dos Estados Unidos, que também considerou o filme uma ferramenta de recrutamento de novos soldados.

## Sinopse
O oficial Jerry Harrington (John Payne) vai até Pensacola para se tornar um cadete voador, assim como seu lendário pai e ilustre irmão, o aviador de longa data Cass Harrington (George Brent). Jerry acaba se apaixonando pela namorada de seu irmão, Irene Dale (Olivia de Havilland), o que só aumenta ainda mais a competição entre os dois. Jerry quer provar a Cass que é melhor piloto do que ele, mesmo que isso signifique colocar-se em risco testando um avião experimental que já levou um outro piloto à morte.

## Elenco
- George Brent como Cass Harrington
- Olivia de Havilland como Irene Dale
- John Payne como Jerry Harrington
- Frank McHugh como Scat Allen
- John Litel como Comandante Clark
- Victor Jory como Ten. Parsons
- Henry O'Neill como Narrador do Prólogo
- John Ridgely como Dan Morrison
- John Gallaudet como Ten. Harry White
- Donald Briggs como Instrutor
- Edgar Edwards como Ted Parsons
- Regis Toomey como Primeiro Instrutor de Voo
- Albert Morin como Armando Costa
- Jonathan Hale como Comandante
- Pierre Watkin como Capitão March

## Produção
O filme foi gravado em locações na Base Aeronaval de North Island em San Diego, na Califórnia; e na Estação Aeronaval de Pensacola, na Flórida; e foi dedicado ao Serviço de Aviação Naval dos Estados Unidos. Os atores e a equipe de produção chegaram a Pensacola na primeira semana de julho de 1938 e foram para San Diego após o término das filmagens na Flórida.
A Marinha dos Estados Unidos estava fortemente empenhada em fornecer acesso a suas aeronaves e instalações, com o tenente-comandante Hugh Sease servindo como consultor técnico da produção. Vários dos mais recentes aviões estavam à disposição, incluindo o caça biplano Grumman F3F, que desempenhou o papel de um caça experimental conhecido como XFAA-1 no filme, e uma variante inicial do Consolidated PBY Catalina. A Warner Bros. construiu uma maquete detalhada da cabine do Catalina para gravações internas.

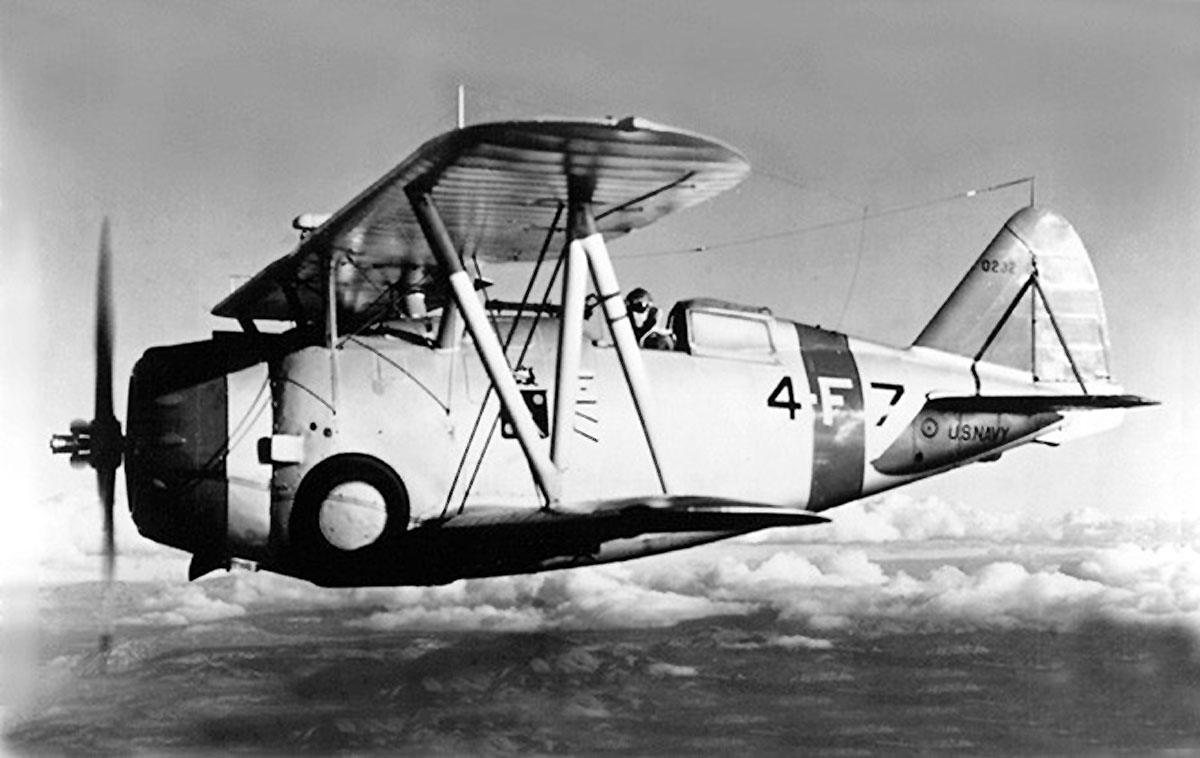
Grumman F3F, c. 1930

## Recepção
Como outros dramas de época da Warner Bros., a produção foi uma propaganda quando foi lançado no início de 1939, antes do início da Segunda Guerra Mundial.
O aspecto mais impressionante do filme foram as sequências de voo, que um crítico do The New York Times apropriadamente relatou ser "como um estudo documental da estação de treinamento aeronaval de Pensacola e seus métodos de transformar recrutas inexperientes em pilotos experientes de aviões de combate e bombardeio, Wings of the Navy sai do chão com muita agilidade e possui muito valor, interesse e até animação, do tipo puramente mecânico, para oferecer aos curiosos".

## Adaptação para a rádio
"Wings of the Navy" foi apresentado em uma dramatização adaptativa de uma hora no Lux Radio Theatre, em 7 de outubro de 1940. Brent, de Havilland e Payne reprisaram seus papéis do filme.